# Contea di Bruce
La contea di Bruce è una contea nel sud-ovest dell'Ontario in Canada, e comprende la Penisola di Bruce. Al 2006 contava una popolazione di 65.349 abitanti. Ha come capoluogo Walkerton.
Il nome della contea è legata al Trail Bruce e alla Penisola di Bruce, che il sentiero attraversa. La Contea di Bruce deriva il suo nome da James Bruce ottavo conte di Elgin e 12 Conte di Kincardine, sesto Governatore generale della Provincia del Canada, in epoca vittoriana.
La contea contiene il Parco nazionale della penisola di Bruce.
La contea include importanti località Tobermory e Wiarton.

## Geografia antropica

### Town
- Brockton (Centri abitato: Walkerton)
- Kincardine
- Saugeen Shores (Centri abitati: Port Elgin, Southampton)
- South Bruce Peninsula (Centro abitato: Wiarton)

### Townships
- Arran-Elderslie
- Huron-Kinloss (Centro abitato: Lucknow)
- Northern Bruce Peninsula
- South Bruce

### Riserva indiana
- Chippewas of Nawash Unceded First Nation
- Saugeen First Nation

### Territorio indiano
- Cape Croker Hunting Ground 60B
- Chief's Point 28
- Neyaashiinigmiing 27
- Saugeen 29
- Saugeen & Cape Croker Fishing Island 1
- Saugeen Hunting Grounds 60A

## Infrastrutture e trasporti

### Strade
- Ontario Highway 6
- Ontario Highway 9
- Ontario Highway 21